# I-number
Les I-numbers sont un nouveau type d'identifiant Internet conçus pour résoudre le problème de la façon dont n'importe quelle ressource puisse avoir une identité persistante qui ne change jamais quand la ressource bouge ou change son nom lisible par un humain. Par exemple, si une page web a un i-number et pointe vers cette page qui utilise le i-number, alors ces liens ne se briseront jamais même si la page est renommée, même si le site web contenant la page est complètement réorganisé, ou si la page est migrée vers un autre site web.
Conceptuellement, un i-nombre est équivalent à une adresse IP, si ce n'est que les i-numbers opèrent à un bien plus haut niveau d'abstraction (abstraction au sens computer science) dans l'adressage de l'architecture Internet. Mais l'autre différence-clé entre les deux est que les i-nombres sont persistants, par exemple, une fois qu'ils ont été assignés à une ressource, ils ne sont jamais réassignés. À l'inverse, les adresses IP sont constamment réassignées, par ex. votre ordinateur peut avoir une adresse IP différente à chaque fois qu'il se connecte à l'Internet.
Techniquement, un i-number est une forme de XRI — une couche de standard identifiant structuré développée chez OASIS pour partager les ressources et données à travers les domaines et applications. L'autre format est appelé un i-name.
Le format i-number d'un XRI est conçu pour servir en tant qu'adresse qui n'a pas besoin de changer quelle que soit la façon dont l'endroit d'une ressource sur (ou dehors) de l'Internet change. Les XRIs font ça en ajoutant une troisième couche d'abstract reposant sur les couches existantes : numérotage IP (première couche) et nommage DNS (seconde couche). La notion d'une troisième couche pour l'adressage persistant n'est pas nouvelle — les URNs (Uniform Resource Names) et autres identifiants persistants ont été développés à cette intention. Néanmoins la couche XRI est la première architecture qui combine une syntaxe uniforme et le protocole de résolution pour des identifiants à la fois persistants et réassignables.
Au niveau de la couche d'adressage XRI, la plupart des ressources auront à la fois des i-names et des i-numbers. Ces XRIs différentes qui pointent toutes les mêmes ressources sont appelés synonymes. Les synonymes I-name facilitent pour les humains de découvrir et adresser la ressource, alors que les synonymes de i-numbers facilitent pour les machines de maintenir une identité persistante pour la ressource. Par exemple, si une société change de nom, elle peut enregistrer un nouvel i-name et vendre son vieil i-name à une autre société, néanmoins son i-number peut rester le même - et les liens vers la société qui utilise ces i-numbers ne casseront pas.
En outre, toutes ces formes de synonymes XRI peuvent être résolue en utilisant le même protocole de résolution fondé sur http ou https. Les résultats de la résolution XRI sont un document XML appelé un XRDS (Extensible Resource Descriptor Sequence). Les documents XRDS sont le fondement du protocole du service d'identité Yadis qui fait maintenant partie d'OpenID.
Les XRIs sont aussi rétro-compatibles avec les systèmes d'adressage DNS et IP, ainsi il est possible pour les noms de domaines et adresse IP d'être utilisés comme des i-names (ou dans de rares cas comme des i-numbers). Comme les noms de DNS, les XRIs peuvent aussi être délégués, par ex, à plusieurs niveaux de profondeurs imbriqués, tout comme les noms de répertoires sur un système de fichier d'un ordinateur local. Par exemple, une société peut enregistrer un i-name au niveau le plus haut (global) et un i-number pour elle-même, et ensuite assigner des i-names de second - ou plus bas niveau (communauté) et des i-numbers pour ses divisions, collaborateurs, etc.

## Exemples
Les exemples suivant se conforment aux spécifications i-numbers publiées dans XDI.org Global Services Specifications. Notez qu'ils n'incluent pas le préfixe 'xri:// parce que c'est optionnel avec des XRIs absolus.
I-Numbers Globaux
- =!1000.a1b2.93d2.8c73  (Personell)
- @!1000.9554.fabd.129c  (Organisationnel)
- !!1000  (Réseau — réservé pour les i-brokers accrédités par XDI.org)

I-numbers de Communauté (deuxième-niveau)
- =!1000.a1b2.93d2.8c73!3ae2  (Personnel)
- @!1000.9554.fabd.129c!2847.df3c  (Organisationnel)
- !!1000!de21.4536.2cb2.8074  (Réseau)

I-numbers de Communauté (troisième niveau)
- =!1000.a1b2.93d2.8c73!3ae2!1490 (Personnel)
- @!1000.9554.fabd.129c!2847.df3c!cfae (Organisationnel)
- !!1000!de21.4536.2cb2.8074!9fcd (Réseau)